# Prainea
Prainea es un género con ocho especies de plantas de flores pertenecientes a la familia  Moraceae, son nativos del este de Asia.

## Especies seleccionadas
- Prainea cuspidata
- Prainea frutescens
- Prainea limpato
- Prainea microcephala
- Prainea multinervia
- Prainea papuana
- Prainea rumphiana
- Prainea scandens